# Akademie der Bildenden Künste Krakau

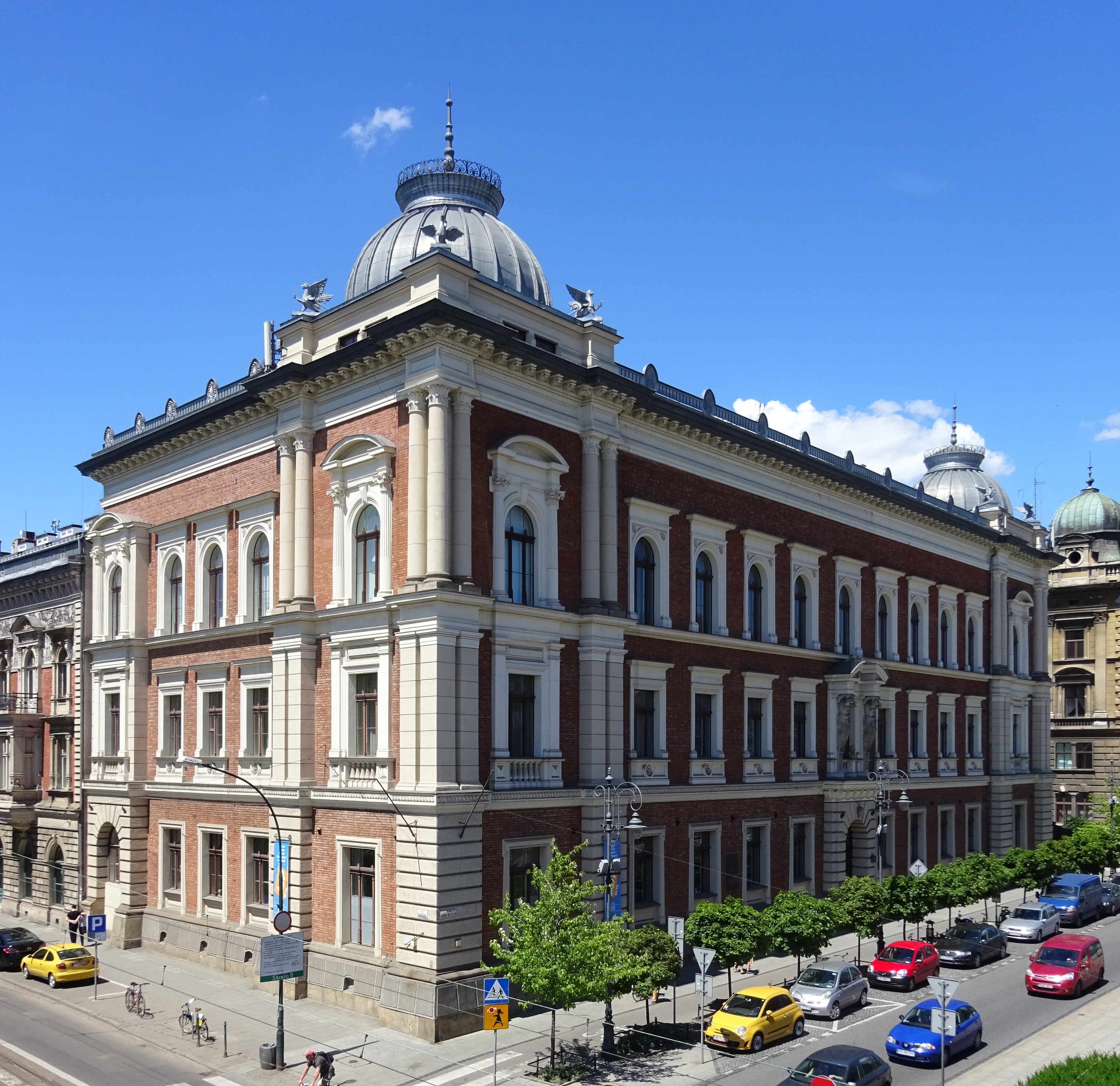
Hauptgebäude

Die Kunsthochschule Krakau (polnisch: Akademia Sztuk Pięknych im. Jana Matejki w Krakowie) ist eine 1818 zunächst als eine Unterabteilung der Jagiellonen-Universität gegründete Kunsthochschule.

## Geschichte
Die Hochschule wurde 1818 als eine Unterabteilung der Jagiellonen-Universität gegründet. Der Name war damals Schule für Zeichnung und Malerei (polnisch: Szkoła Rysunku i Malarstwa). Ab dem Jahre 1873 agierte die Schule als eine selbständige Institution unter der Leitung des polnischen Malers Jan Matejko, nunmehr unter den Namen Schule der Schönen Künste (Szkoła Sztuk Pięknych). 1950 gab es nach dem Zweiten Weltkrieg zunächst zwei Kunsthochschulen in Krakau, die sich später vereinigten. 1979 wurde Jan Matejko zum Patron der Schule.

## Abteilungen
- Innenarchitektur
- Design
- Grafik
- Restaurierung
- Malerei
- Bildhauerei

## Wettbewerbe
Die Kunsthochschule schreibt permanent Kunstwettbewerbe in diversen Kategorien aus. Die aktuelle Liste ist auf der Seite auch in englischer Sprache einzusehen.

## Das Hochschulgebäude
Das Hauptgebäude im Stadtteil Kleparz wurde in den Jahren 1879–1880 durch den polnischen Architekten Maciej Moraczewski erbaut.